# Церква Зіслання Святого Духа (Верхня Рожанка)

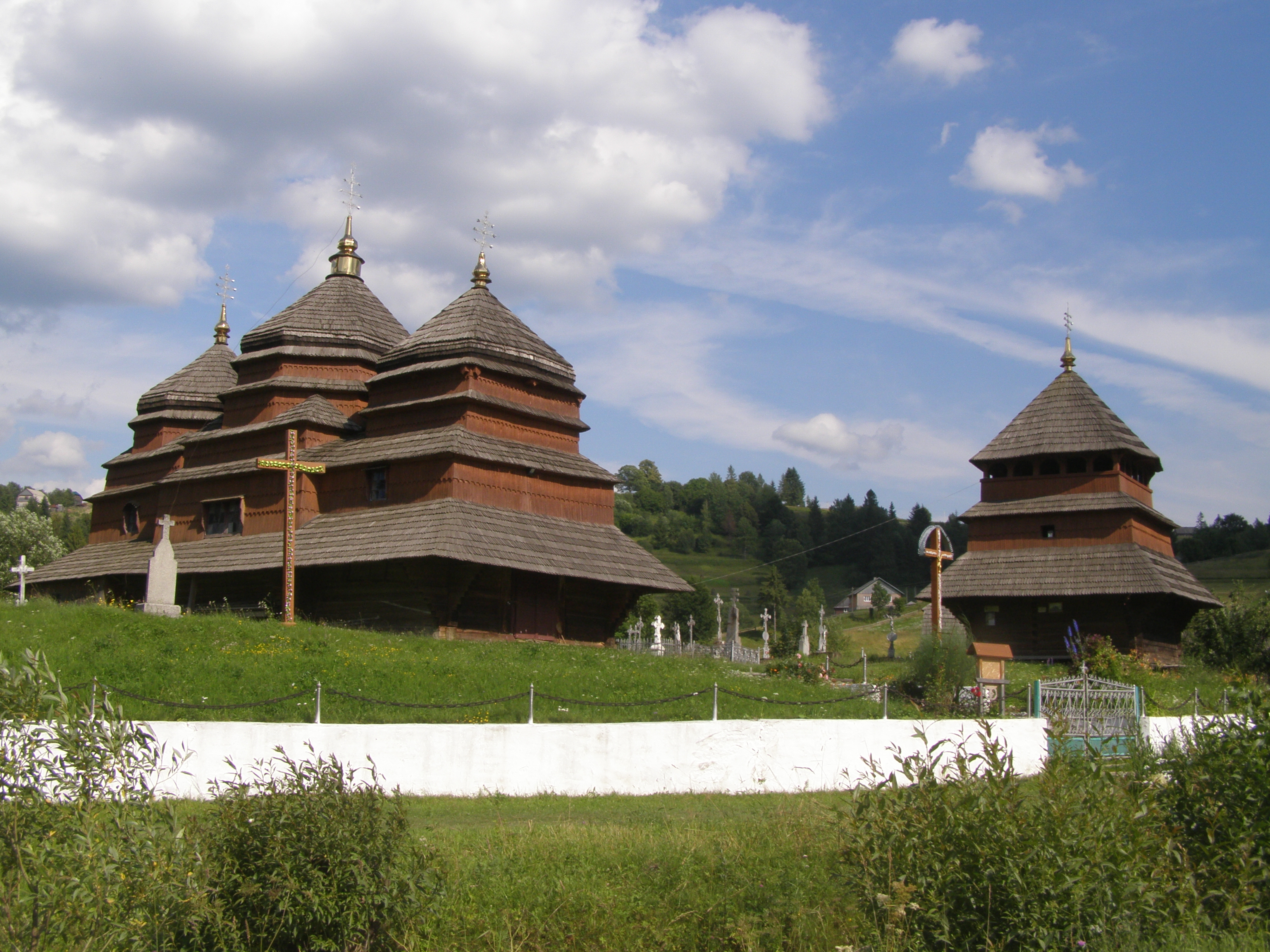
Церква Зіслання Святого Духа (1804) і дзвіниця

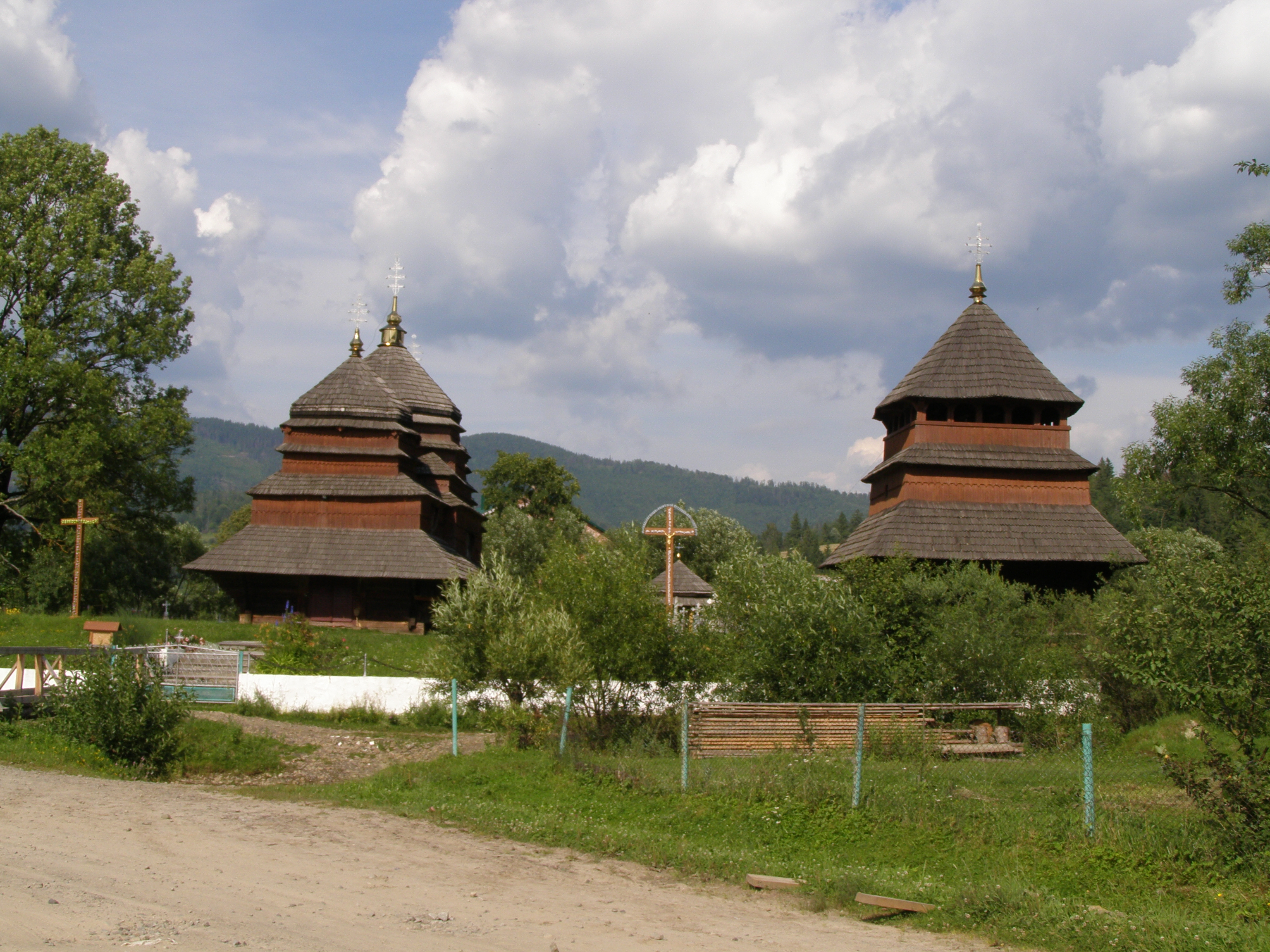
Церква Зіслання Святого Духа (1804) і дзвіниця

Церква Зіслання Святого Духа — чинна дерев'яна церква бойківського типу, пам'ятка архітектури національного значення (охоронний № 513), у селі Верхня Рожанка Сколівського району на Львівщині. Парафія належить до Сколівського благочиння Дрогобицько-Самбірської єпархії Православної церкви України.

## Розташування
Церква Зіслання Святого Духа стоїть біля дороги, на березі річки Рожанка.

## Історія
Побудована у 1804 році, на що вказує на зрубі церква Зіслання Святого Духа. У 1877 році біля церкви була зведена дзвіниця.
До 1939 року церквою опікувалися брати барони Гредлі зі Сколього.
У 1969 та 1977 роках церква та дзвіниця були відреставровані.
Нині церква та дзвіниця мають статус пам'ятки архітектури національного значення.

## Архітектура
Церква дерев'яна бойківського типу — тризрубна, триверха, з широким, спільним піддашшям, орієнтована з півночі на південь. Праворуч від головного входу церкви є металевий значок «Товариство обезпечень „Дністер“». Біля нього на дереві зберігся напис: «Церква збудована у липні 1804 року».
Зруби бабинця, нави та вівтаря квадратні в плані та виконані з ялинових брусів. Одночасно до вівтаря були прибудовані бічні приміщення. Характерна пластика верхів обумовлена конструкцією, в основі якої багатозаломність. Восьмигранне з перехватом завершення нави, через систему низьких заломів, спирається на два восьмерика, поставлених один на один, основою яких, є четверик на четверику. Аналогічним способом, але на одному восьмерику формується верх вівтаря. Завершення бабинця виростає безпосередньо з четверика на четверику.
Верхи церкви завершують трьома маленькими маківками з оригінальними трираменними хрестами, на яких зображено ряд символів.
До церкви з південного-сходу примикає двоярусна дзвіниця, яка була побудована у 1877 році. На дзвіниці є напис: «Цю дзвінницю громадським коштом за ініціативою отця ієрея Григорія Гуменного збудував Андрій Галадій». Дзвіниця квадратна у плані, де перший ярус зрубної конструкції, а другий — каркасний, з восьмигранним наметовим завершенням та широким піддашшям. Поруч з дзвіницею є великий кам'яний хрест.
Поруч з церквою знаходиться цвинтар.
Церква та дзвіниця утворюють виразний ансамбль бойківської сакральної архітектури.

## Парохи
- о. Григорій Гуменний (1852 — 27 березня 1886)[4]